# Cornuticlava binaiae
Cornuticlava binaiae – gatunek motyla z rodziny zwójkowatych.
Gatunek ten został opisany w 2013 roku przez Józefa Razowskiego.
Motyl znany z pojedynczego okazu samca rozpiętości skrzydeł 22 mm. Głowa i tułów białe. Przednie skrzydła białe z brązowawym podbarwieniem, brązowymi plamkami i brązowawymi kropkami na żyłkach. Tylne skrzydła białe. Narządy rozrodcze samca odznaczają się wyraźnym brzusznym wyrostkiem osadzonym pośrodku unkusa, obecnością wyrostków bocznych zawieszki i ściętym na końcu edeagusem.
Owad znany wyłącznie z indonezyjskiej wyspy Seram.